# Goralenverein
Goralenverein – organizacja utworzona 29 listopada 1939 przez część działaczy Związku Górali, którzy podjęli kolaborację z niemieckim okupantem. Organizacja miała prowadzić działalność propagandową, społeczną oraz polityczną, będąc zapleczem organizacyjnym dla powstałego następnie Goralisches Komitee. Przewodniczącym organizacji był Wacław Krzeptowski, jego zastępcą Józef Cukier.